# Neoquernaspis howelli
Neoquernaspis howelli är en insektsart som beskrevs av Liu och Tippins 1988. Neoquernaspis howelli ingår i släktet Neoquernaspis och familjen pansarsköldlöss.
Artens utbredningsområde är Nepal. Inga underarter finns listade i Catalogue of Life.